# Bryopelta
Bryopelta — монотиповий рід грибів порядку Dothideales із нез'ясованим до кінця систематичним положенням. Назва вперше опублікована 1978 року.

## Класифікація
До роду Bryopelta відносять 1 вид:
- Bryopelta variabilis

## Поширення та середовище існування
Знайдений на печіночнику Mylia anomala у Швеції.